# 11月18日運動
11月18日運動（阿拉伯語：حركة 18 تشرين الثاني ）或稱納賽爾主義政變（英語：Nasserism coup d'état），支持者稱其為10月18日糾正運動（阿拉伯語：حركة 18 تشرين التصحيحية ，源自哈吉來曆），阿拉伯復興社會黨反對派稱其為黑色10月政變（阿拉伯語：ردة تشرين السودا），是1963年11月13日至11月18日發生於伊拉克共和國阿拉伯復興社會黨內部的軍事政變，由親納賽爾主義軍官阿卜杜薩拉姆·阿里夫領導，政變共造成250人死亡，阿拉伯復興社會黨親復興主義政府被推翻，納賽爾主義政府建立。